# Фрегаты типа «Командан Ривьер»
Фрегаты типа «Командан Ривьер» (фр. Commandant Rivière) — серия из 9 фрегатов, построенных для французского флота в конце 1950-х — начале 1960-х годов. Во французском флоте классифицировались как «aviso-escorteur» (фр: авизо-эскорт) и предназначались для патрулирования в мирное время и противолодочного эскорта во время войны. Головной корабль назван в честь французского морского офицера Анри Ривьера (1827–1883).
Четыре подобных корабля были построены для ВМС Португалии как  João Belo. 

Корабль типа Commandant Rivière

Основное артиллерийское вооружение кораблей этого типа состояло из трех новых французских 100-мм артиллерийских установок с одной башней, расположенной впереди, и двумя башнями в корме. Эти автоматические орудия двойного назначения с водяным охлаждением могли стрелять снарядами весом 13,5 кг на эффективную дальность 12 км по надводным целям и 6 км по воздушным целям со скорострельностью 60 выстрелов в минуту. Четырехствольный 305-мм противолодочный бомбомёт, установленный в позиции «B», позади носовой пушки и перед надстройкой корабля, был способен стрелять 230-кг глубинной бомбой на расстояние до 3 км или 100-кг минами по береговым целям на дальности до 6 км. Для противолодочных торпед устанавливались два тройных торпедных аппарата, кроме того, корабль был вооружён двумя 30-мм пушками Hotchkiss HS-30. На кораблях размещался отряд коммандос численностью 80 человек с двумя быстроходными десантными катерами, каждый из которых способен высадить 25 человек.
В отличие от предыдущих французских фрегатов  Le Corse и  Le Normand, оснащенных паровыми турбинами, корабли типа «Командан Ривьер» приводились в движение дизельной силовой установкой мощностью 16 000 л.с. с двумя винтами. Максимальная скорость, достигнутая во время испытаний составляла 26,6 уз.
Два корабля этого типа были оснащены доработанными силовыми установками. Commandment Bory оснащался двигателями со свободным поршнем, приводящими в движение газовые турбины, хотя в 1974–1975 годах он был переоборудован обычной дизельной установкой, а Balney был оснащён экспериментальной установкой CODAG с газовой турбиной мощностью 11 500 л.с. и двумя дизелями мощностью 3600 л.с., работающими на один вал. Система CODAG занимала меньше места, позволяя перевозить на 100 тонн больше топлива и давая дальность плавания 13 000 морских миль на скорости 10 уз. 100-мм орудие на Balney было демонтировано для размещения дополнительных механизмов.

## История эксплуатации
Первый корабль этого типа  Victor Schœlcher поступил на вооружение в октябре 1962 года, и все, кроме одного, последовали за ним в следующие 27 месяцев. Исключением был корабль Balny с двигателем CODAG, который, хотя спущен на воду в 1962 году, а строительство завершено в 1964 году, был введен в эксплуатацию только в 1970 году, а до этого использовался в качестве испытательного корабля.  
Commandant Bourdais с 1963 по 1972 год использовался для защиты рыболовства в Северной Атлантике  , в то время как несколько кораблей этого типа использовались в качестве учебных, в том числе Victor Schœlcher (1961–1973)  и Commandant Bourdais.  В 1970-е годы у всех кораблей этого типа, кроме Balny, башни 100-мм орудий были заменены четырьмя пусковыми установками противокорабельных ракет MM 38 Exocet, а на нескольких кораблях 30-мм пушка заменена на 40-мм орудия Bofors. 
В 1984–1985 годах Commandant Rivière был переоборудован в испытательный гидроакустический корабль. Вооружение корабля после переоборудования состояли из одной 40-мм пушки Bofors и двух 12,7-мм пулемётов, а корма была перестроена для размещения подъемника гидролокатора переменной глубины, который использовался для испытаний различных гидролокаторов с активной и пассивной буксируемой антенной решеткой.  

## Состав серии
Все французские корабли были построены на верфи Arsenal de Lorient.
| Номер | Имя                        | Назван в честь               | Заложен | Спущен     | В строю    | Примечание                                                                    |
| ----- | -------------------------- | ---------------------------- | ------- | ---------- | ---------- | ----------------------------------------------------------------------------- |
| F 733 | Commandant Rivière         | Анри Ривьер                  | 04.1957 | 11.10.1958 | 04.12.1962 | Испытательный корабль 1986 г. - списан в конце 1990-х гг.                     |
| F725  | Victor Schœlcher           | Виктор Шельхер               | 10.1957 | 11.10.1958 | 15.10.1962 | Продан Уругваю в 1988 году как генерал Артигас </br> Списан 27 апреля 2005 г. |
| F726  | Commandant Bory            | Виктор Бори                  | 03.1958 | 11.10.1958 | 05.03.1964 | Списан 1 сентября 1996 г.                                                     |
| F727  | Amiral Charner             | Леопольд Виктор Шарнер       | 11.1958 | 12.03.1960 | 15.12.1962 | Продан Уругваю в 1991 году как Монтевидео                                     |
| F740  | Commandant Bourdais        | Адриан Бурдэ                 | 04.1959 | 15.04.1961 | 01.03.1963 | Продан Уругваю в 1990 году как Уругвай                                        |
| F 728 | Doudart de Lagrée          | Эрнест Дудар де Лагре        | 03.1960 | 15.04.1961 | 01.03.1963 | Списан 1991                                                                   |
| F 729 | Balny                      | Адриан-Поль Бальни д'Аврикур | 03.1960 | 17.03.1962 | 31.03.1969 | Списан 1994                                                                   |
| F 748 | Protet                     | Огюст Леопольд Проте         | 09.1961 | 07.12.1962 | 01.05.1964 | Списан в 1992 году                                                            |
| F 749 | Enseigne de Vaisseau Henry | Пол Генри                    | 09.1962 | 14.12.1963 | 01.01.1965 | Списан 1994                                                                   |